# NGC 5701
NGC 5701 est une galaxie lenticulaire située dans la constellation de la Vierge. Sa vitesse par rapport au fond diffus cosmologique est de 1 728 ± 16 km/s, ce qui correspond à une distance de Hubble de 25,5 ± 1,8 Mpc (∼83,2 millions d'al). NGC 5701 a été découverte par l'astronome germano-britannique William Herschel en 1786.
NGC 5701 présente une large raie HI et c'est une galaxie LINER, c'est-à-dire une galaxie dont le noyau présente un spectre d'émission caractérisé par de larges raies d'atomes faiblement ionisés.
En raison d'une brillance de surface égale à 14,02 mag/am2, on peut qualifier NGC 5701 de galaxie à faible brillance de surface (LSB en anglais pour low surface brightness). Les galaxies LSB sont des galaxies diffuses (D) avec une brillance de surface inférieure de moins d'une magnitude à celle du ciel nocturne ambiant.
La tache lumineuse floue que l'on voit au sud-ouest de NGC 5701 est la galaxie 2MASX J14390847+0521126dont la distance de Hubble est de  radiale est de 183 ± 13 Mpc (∼597 millions d'al) Cette galaxie est donc beaucoup plus éloignée que NGC 5701.
À ce jour, sept mesures non basées sur le décalage vers le rouge (redshift) donnent une distance de 15,386 ± 5,087 Mpc (∼50,2 millions d'al), ce qui est à l'extérieur des valeurs de la distance de Hubble. Puisque cette galaxie est relativement rapprochée du Groupe local, cette distance est peut-être plus près de sa distance réelle que la distance de Hubble. Notons que c'est avec la valeur moyenne des mesures indépendantes, lorsqu'elles existent, que la base de données NASA/IPAC calcule le diamètre d'une galaxie et qu'en conséquence le diamètre de NGC 5701 pourrait être d'environ 33,4 kpc (∼109 000 al) si on utilisait la distance de Hubble pour le calculer.

## Morphologie

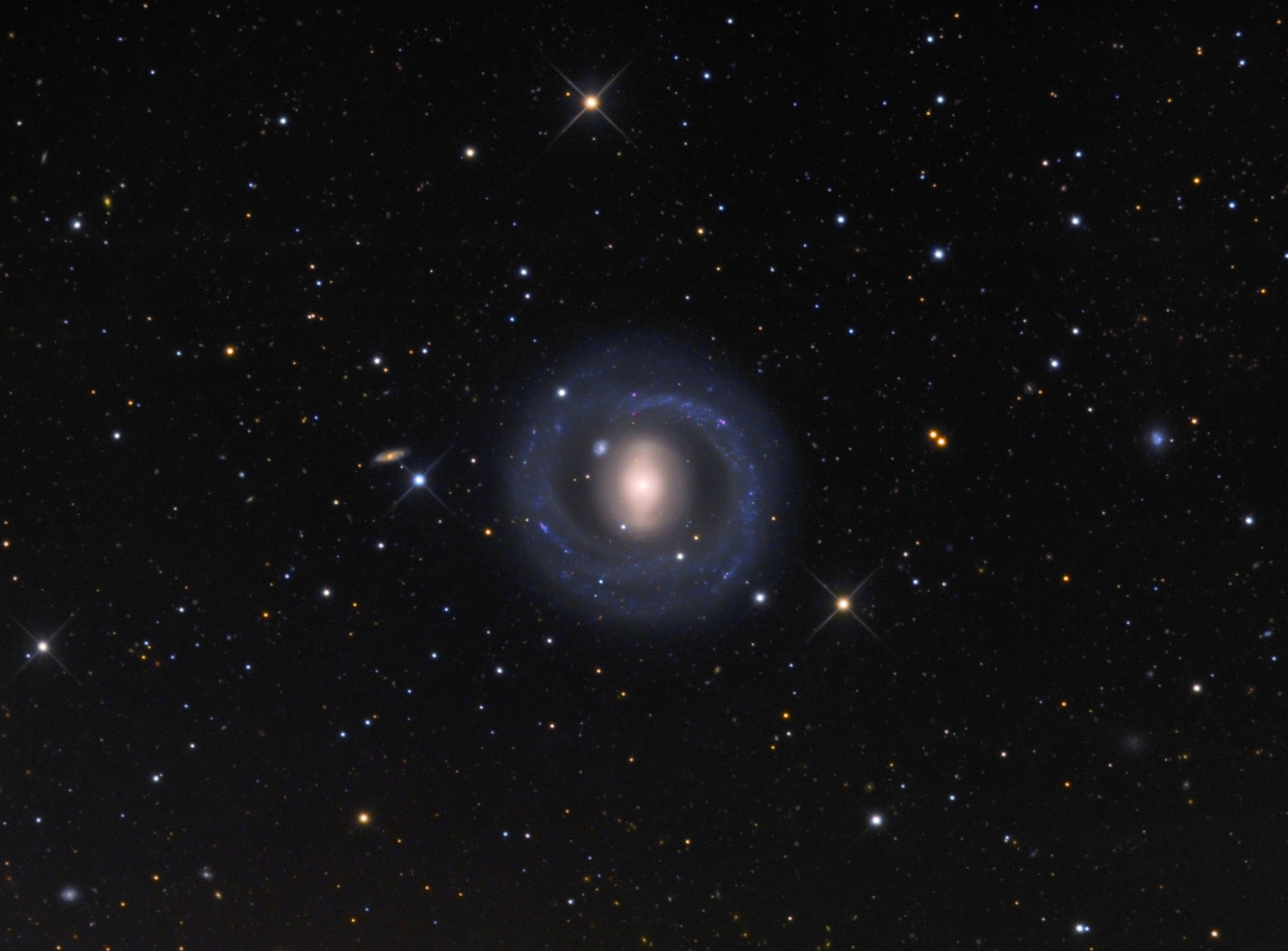
NGC 5701 par Adam Block (Observatoire du mont Lemmon/Université de l'Arizona). Cette excellente image montre un anneau entourant la galaxie et aucun bras spirale. La barre au centre de la galaxie est aussi très nette.

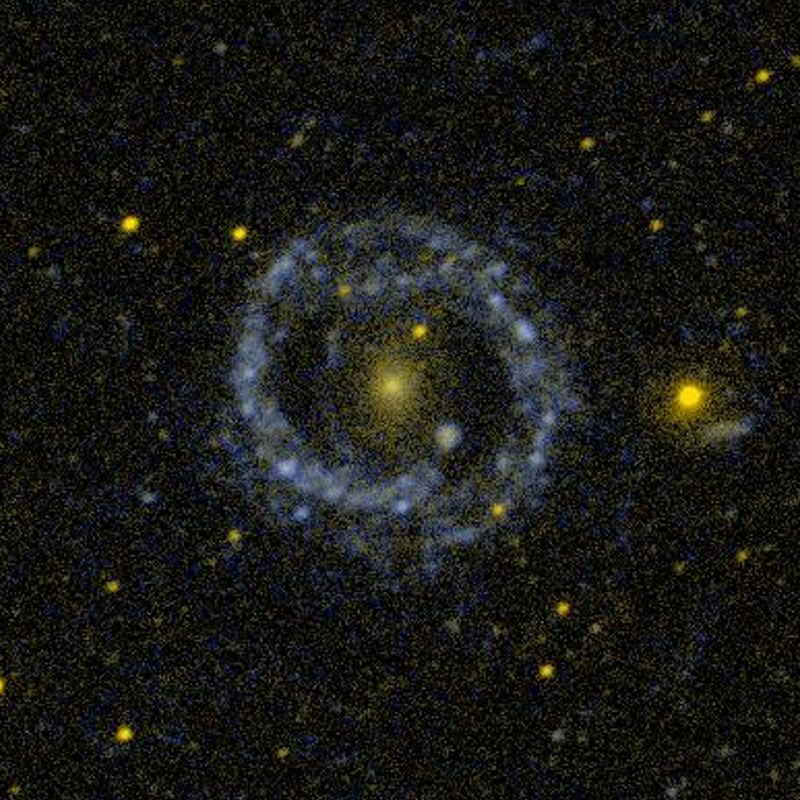
NGC 5701 en ultraviolet par GALEX.

NGC 5701 a été utilisée par Gérard de Vaucouleurs comme une galaxie de type morphologique (R1R2')SB(l)a dans son atlas des galaxies,. Tout comme le professeur Seligman, Vaucouleurs classe cette galaxie comme une spirale. Cependant, aucun bras spiral n'est visible sur les images modernes de cette galaxie et la classification de lenticulaire par les autres sources consultées, dont Eskridge et al. semble mieux décrire la morphologie de NGC 5701.
Eskridge, Frogel et Pogge ont publié un article en 2002 décrivant la morphologie de 205 galaxies spirales ou lenticulaires rapprochées. Les observations ont été réalisées dans la bande H de l'infrarouge et dans la bande B (le bleu). Selon Eskridge et ses collègues, NGC 5701 est une galaxie lenticulaire de type (R)SB0/a dans la bande B et de ttype (R)SB0 dans la bande H. Cette galaxie présente un noyau brillant condensé centré dans un grand bulbe légèrement elliptique. Le bulbe est traversé par une barre diffuse de faible luminosité qui est orientée parallèlement au grand axe du bulbe. Le système bulbe/barre est intérgré dans un disque de faible luminosité. Le disque, quoique sans particularités remarquables, renferment quelques objets qui sont soit des nœuds, soit des galaxies compagnes. Le disque est entouré d'un pâle anneau externe.

## Trou noir supermassif
Selon une étude basée sur les mesures de luminosité de la bande K de l'infrarouge proche du bulbe de NGC 5701, on obtient une valeur de 107,9 {\displaystyle M_{\odot }} (80 millions de masses solaires) pour le trou noir supermassif qui s'y trouve.

## Groupe de NGC 5746
Selon A. M. Garcia, NGC 5701 fait partie du groupe de NGC 5746. Ce groupe de galaxies compte au moins 31 membres dont NGC 5636, NGC 5638, NGC 5658 (=PGC 51957), NGC 5668, NGC 5690, NGC 5692, NGC 5691, NGC 5705, NGC 5713, NGC 5719, NGC 5725, NGC 5740, NGC 5746, NGC 5750, IC 1022, IC 1024 et IC 1048.
Sur le site « Un Atlas de l'Univers », Richard Powell mentionne aussi le groupe de NGC 5746, mais il n'y figure que 14 galaxies, dont NGC 5691. Six autres galaxies du groupe de NGC 5746 de Garcia se trouvent dans un autre groupe mentionné par Powell, soit le groupe de NGC 5638. Selon Powell, la galaxie NGC 5701 ne fait pas partie d'un groupe de galaxies et les autres galaxies de Garcia ne figurent pas dans celles retenues par celui-ci.
Le groupe de NGC 5746 fait partie de l'Amas de la Vierge III, un des amas du superamas de la Vierge.